# James Harding
James Paul Harding (Londres, 15 de setembre de 1969) és un periodista britànic, director de BBC News(notícies de la BBC). El desembre de 2007 fou nomenat editor de The Times, esdevenint la persona més jove en tenir aquest càrrec, només darrere del nomenament de Robert Thomson com a responsable del Wall Street Journal. Va deixar The Times el desembre del 2012, i va ser succeït per John Witherow. Harding esdevingué el director de BBC News l'agost del 2013. Deixarà aquest càrrec al principi del 2018.

## Estudis
Harding, net d'un refugiat jueu alemany, es va criar al nord-oest de Londres. Es va educar a dues escoles privades per a nois: The Hall School de Hampstead al nord-oest de Londres i St Paul's School a Barnes, a prop de Hammersmith, a Londres, abans de passar pel Trinity Universitat de la Universitat de Cambridge (on va obtenir un primer grau en història) i el departament de Periodisme de la City University. Harding va guanyar una beca el 1991, per fer un intensiu de llengua japonesa i treballar com a locutor per Koichi Kato, que era secretari general del gabinet del Japó i per la unitat japonesa de la Comissió Europea. Abans de treballar als mitjans, va estudiar japonès a l'Escola d'Estudis Orientals i Africans.
Va començar la seva carrera com a periodista al Financial Times el 1994 i dos anys després va obrir la corresponsalia del diari a Xangai on va cobrir l'obertura dels mercats financers xinesos, i on va romandre fins al 1999.

## The Times
Després de treballar tres anys com a cap de corresponsalia de Washington del Financial Times', es va incorporar al The Times l'estiu del 2006 com a editor comercial. El desembre de 2007 va promocionar com a editor. Harding, net d'un refugiat jueu alemany, esdevingué el primer editor jueu de la publicació. The Times, amb Harding com a editor, va guanyar el març de 2009 el premi Newspaper of the Year Award de l'Associació de Premsa Britànica per la seva feina durant el 2008. Harding va ser el responsable de la clausura i posterior reobertura del suplement Times2 l'octubre del 2010 després de set mesos, atenent a les demandes dels lectors.
Amb un pressupost editorial insostenible, el juny de 2010 els lectors de l'edició digital van haver de començar a pagar. A la fi de maig, Harding havia afirmat que Internet arreglaria els comptes del diari sense necessitat d'haver de fer pagar als lectors digitals.
Harding va afirmar el 2011 que "[creu] en l'estat d'Israel. Hauria tingut un problema real si hagués vingut a un diari amb un passat anti-Israelià... Nosaltres hem escrit un editorial anomenat 'En defensa d'Israel' durant l'ofensiva de Gaza, però nosaltres també hem informat sobre l'ús del fòsfor blanc, amb el que els israelians van trencar les seves pròpies regles." Ell també va dir que la BBC "no té una redacció pro-israeliana i pren les decisions per aconseguir un cert equilibri". En conseqüència, Harding va dir que això era "frustrant perquè, si no us agrada The Times podeu optar per no comprar-lo, però heu de pagar per la BBC obligatòriament."

## Escàndol Leveson
Citat per declarar amb motiu del Escàndol d'intervencions telefòniques de News International, el 7 de febrer de 2012, Harding es va disculpar per haver retingut informació del Tribunal Superior de Justícia, sense el seu coneixement, després que Patrick Foster, llavors un redactor del seu diari, el 2009 hagués haquejat el correu electrònic del bloguer NightJack per tal d'identificar-lo. Richard Horton, que era un detectiu de Lancashire, havia utilitzat Nightjack com a pseudònim pel seu bloc per tractar assumptes policials. Va afirmar que Alastair Brett, en aquell moment assessor legal de The Times, coneixia el pirateig del que havia estat víctima quan el diari havia recorregut amb èxit una sol·licitud d'ordre judicial al Tribunal Superior que impedia la publicació i demanava preservar la identitat d'Horton. També va demanar disculpes a Horton i al jutge David Eady, que s'havia assegut a l'audiència, i va dir que no havia conegut l'acció que havia dut a terme el diari fins al juny de 2009.
Després de la investigació de Leveson, Harding va assumir el paper negociador amb Oliver Letwin, que com a ministre d'Estat de l'Oficina del Gabinet era el representant del primer ministre David Cameron, amb la proposta d'un nou model de supervisió per a la premsa recolzat per un decret reial.
En un article publicat el 27 de novembre de 2012, va advocar per un sistema de regulació independent, en lloc del desacreditat sistema d'autorregulació i va rebutjar la regulació estatutària de la premsa: "Hem de [reformar] de manera que es mantingui la separació entre el Parlament i la premsa". Harding també va escriure: "El fracàs de News International per fer front al que havia passat en un dels seus diaris va suggerir que l'empresa havia sucumbit a la delinqüència més perillosa dels poderosos, és a dir, que podria jugar amb les seves pròpies regles". Procedent d'aquesta font corporativa, Roy Greenslade va dir que el suggeriment de Harding era una "innovació significativa".

## DeixaThe Times
Harding va deixar The Times el desembre de 2012 després de perdre el suport de Rupert Murdoch per liderar la redacció. The Daily Telegraph va explicar que Murdoch estava en desacord de la manera com The Times havia dut a terme la cobertura informativa de l'escàndol de les escoltes telefòniques al News of the World, and also that Harding appeared to be an obstacle to the company's intention to merge the daily and Sunday titles into a seven-day operation.
El seu missatge de comiat al seu personal, va ser interpretat com una manera de denunciar que la decisió de marxar no havia estat seva. El juliol de 2013 va comentar que "si el propietari té un punt de vista diferent que l'editor, jo entenc que el propietari no marxarà".

## BBC
El 16 d'abril de 2013, es va anunciar que a partir del mes d'agost Harding seria el responsable de les Notícies de la BBC, en substitució de Helen Boaden. La seva feina anterior com a editor d'un rival comercial de la BBC com és el The Times, va comportar anàlisis dels articles que havia fet durant els cinc anys anteriors. En aquest sentit, Ian Burrell del The Independent va afirmar que el The Times havia estat un dels crítics "més estridents" durant aquest període.
En el seu primer discurs al personal el 4 de desembre, Harding va reafirmar que la BBC no havia d'abandonar el periodisme d'investigació malgrat les controvèrsies dels últims anys. Va dir que en alguns casos, les Notícies de la BBC no havien pogut fer valdre el seu pes. Va dir que es crearia un nou fons per a projectes per donar suport a periodistes de diverses parts de la corporació (locals, nationals i internacionals) que treballarien conjuntament sota el nou cap de notícies, Jonathan Munro. Harding va dir que volia anunciar els seus plans, per generar 20 milions de lliures en retallades pressupostàries. Estava previst que l'estalvi es fes públic durant la segona meitat del 2014.
L'audiència mundial de BBC News és d'uns 250 milions i Harding es va marcar com a objectiu duplicar-la fins al 2022. Emily Bell, a The Guardian, va dir que els objectius de Harding eren «una mica antiquats i baixos» i si l'objectiu havia de ser arribar a 500 milions de persones: «Tenint en compte que la BBC és l'únic mitjà global de Gran Bretanya sembla un objectiu de poca monta.»
El 10 d'octubre de 2017 es va anunciar que James Harding deixaria de ser el cap de BBC News l'1 de gener de 2018. Harding buscarà un nou mitjà de comunicació per treballar.

## Altres activitats
Harding va publicar el llibre Alpha Dogs (Gossos Alfa) la primavera del 2008. Harding parla anglès, francès, alemany, mandarí i japonès.